# Jake Johnson
Jake Johnson es un personaje ficticio de la serie estadounidense Ghosts. Es de carácter muy agresivo, casi el chico más temido de toda California. En el jardín, los 4 años y medio, le rompió la pierna a un compañero, porque este le quitó la pieza de su rompecabeza y por quitarle un muñeco de plastilina que había hecho. 
Conoce a Tom y a Susan en un callejón vacío. Estos salieron de un concierto con unos billetes de 20 dólares en la mano y se los roba. Pero este se da cuenta de que Tom era el compañero que le rompió la pierna y que Susan era la hermana de su primo y también la Little Miss California hace 13 años. 

## Accesorios
- Jake usa una chalina todos los días cuando va al colegio (esa es su fuente de poder y fuerza).
- En su maleta, nunca lleva cuadernos o útiles de estudio. Sino llevaba armas, martillos, mazos y unos burritos instantáneos

## Perfil
- Nombre completo: Jake Samuel Johnson
- Características:Agresivo, Perverso, etc.
- Accesorio:Chalina y una maleta llena de armas.
- Meta:Hacerle la vida imposible a Tom y a veces a Susan, Construir el castillo de hamburguesas y arepas más grande del mundo, etc.

- Datos: Q5390373